# Víctor Jiménez Guerrero
Víctor Jiménez (Sevilla, 1957) es un destacado poeta.

## Biografía
Residente en Sevilla, su ciudad natal, Víctor Jiménez ha compaginado su labor como profesor con la poesía.
Ha obtenido numerosos premios literarios como el Premio Noctiluca de Poesía Amorosa, el Alcaraván, el Florentino Pérez-Embid de la Real Academia Sevillana de Buenas Letras, el Primer Accésit del Premio Internacional de Poesía Luis Cernuda del Ayuntamiento de Sevilla, el Villa de Benasque, el Premio Rosalía de Castro de la Casa de Galicia en Córdoba, Primer Premio de Poesía Fray Luis de León en su XXIV edición o el Premio de Poesía de la Fundación Escritor Francisco Montero Galvache, entre otros.
Ha sido finalista en cinco ocasiones (1999, 2003, 2006, 2011 y 2015) del Premio Andalucía de la Crítica otorgado por la Asociación Andaluza de Escritores y Críticos Literarios.
Actualmente, dirige, junto a Enrique Barrero Rodríguez (Francisco Mena Cantero también formó parte de la dirección hasta su fallecimiento en 2023), la Colección Ángaro de Poesía fundada e impulsada a partir de 1969 por un destacado grupo de poetas entre los que están nombres como Antonio Luis Baena, Rafael Laffón, José María Requena, José Luis Tejada, Manuel Fernández Calvo, Joaquín Márquez o María de los Reyes Fuentes.

## Obra
Es autor de los siguientes títulos poéticos:
- Al alba nueva de mi sangre (Sevilla, 1981).
- La singladura (1984-85), publicado en la Colección Brevior, Sevilla, en 1994.
- Cuando venga la luz (Ediciones Libertarias, Madrid, 1994).
- Apenas si tu nombre (Huerga y Fierro, Madrid, 1997).
- Las cosas por su sombra (Colección Adonais, 1999).
- Tango para engañar a la tristeza (Renacimiento, 2003).
- Taberna inglesa (Casa de Galicia/CajaSur, Córdoba, 2006).
- El tiempo entre los labios [Antología, 1984-2008] (Editorial Renacimiento [col. Calle del aire], Sevilla, 2009).
- Al pie de la letra (Ediciones de la Isla de Siltolá [col. Siltolá-Poesía], Sevilla, 2011).
- La mesa italiana (Editorial Renacimiento [col. Calle del aire], Sevilla, 2015).
- Frecuencia modulada (Madrid, Fundación Valparaíso [col. “Beatrice”], 2018). XIX Premio Paul Beckett de Poesía 2017.
- Con todas las de perder (Jerez de la Frontera, Editorial Libros Canto y cuento, 2019).
- Cuando eran una vida los veranos (Alcalá de Guadaíra, Biblioteca Alcalá de Guadaíra, 2022).
- El agua entre las piedras [Antología 1984-2022],(Valparaíso Ediciones, Granada, 2023).

### Antologías
El poeta sevillano Víctor Jiménez ha sido incluido en diversas antologías poéticas internacionales como la Sexta Antología de Adonáis (Ed. Rialp, Madrid, 2004), Poesía viva de Andalucía (Universidad de Guadalajara, México, 2006). Además de las que incluyen a poetas españoles o de habla hispana como Poesía para niños de 4 a 120 años .Antología de autores contemporáneos (Ediciones de la Isla de Siltolá, Sevilla, 2010), 70 menos uno: Antología emocional de poetas andaluces (Fundación Unicaja, Málaga, 2016), Tu sangre en mis venas. Poemas al padre (Ed. Renacimiento, Sevilla, 2017), A mi trabajo acudo, con mi dinero pago (Vaso Roto Ediciones, Madrid, 2019), Lengua en paladar. Poesía en Sevilla 1978-2018 (Ed. Thémata, Sevilla, 2019), entre otras.

## Estilo
Su estilo se inscribe en la línea del elegante y cuidado clasicismo formal y temático que caracteriza a la escuela poética sevillana. Conjuga el recurso a las estrofas clásicas como los sonetos endecasílabos y heptasílabos con la utilización también frecuente del verso libre. 

## Reconocimientos
- Premio Noctiluca de Poesía amorosa.
- Premio "Alcaraván" de Poesía.
- Premio de Poesía "Florentino Pérez-Embid" de la Real Academia Sevillana de Buenas Letras.
- Primer Accésit "Premio Internacional de Poesía Luis Cernuda" del Ayuntamiento de Sevilla.
- Premio de Poesía "Villa de Benasque".
- Premio de Poesía "Rosalía de Castro" de la Casa de Galicia de Córdoba.
- Premio de Poesía "Fray Luis de León", 2014, Institución Gran Duque de Alba. Diputación de Ávila. Ayuntamiento de Madrigal de las Altas Torres.
- XI Premio de Poesía "José Gerardo Manrique de Lara", 2014, de la Asociación de Escritores y Artistas Españoles.
- VIII Premio de Poesía "Fundación Escritor Francisco Montero Galvache", 2017.
- XIX Premio Paul Beckett de Poesía 2017.